# 企業戦士
企業戦士（きぎょうせんし）とは、日本において企業の利益のために粉骨砕身で働くサラリーマンを意味する。がむしゃらに働く仕事第一の社員をからかってこう呼ぶこともある。海外からはエコノミックアニマルという呼び方もあった。

## 概要
自らの身も家庭や家族をも顧みず会社や上司の命令のままに働く姿を戦場での兵隊に例えたものである。
日本企業は旧日本軍の影響を強く受けていたといわれる。
戦後の日本の経済成長を支える存在であると企業や社会から重宝され、高度経済成長以降「日本株式会社」の主な担い手となった。

彼らは、特に1968年（昭和43年）頃から昭和50年代にかけて、丸善石油(現・コスモ石油)のCMの「モーレツ」にちなんで「猛烈社員」「モーレツ社員」等と呼ばれた。

## その後
1960年代、アメリカにおいて人間性回復運動が起き、1960年代末には社会経済においても人間性回復が謳われるようになり、機械化の進展に依って余暇が増加してレジャー文明が到来することが予期されるようになる。
また1970年には富士ゼロックスが『モーレツからビューティフルへ』という広告を出す。また東急社長の五島昇も1970年に人間性回復の時代の到来を予期している。1972年には日本経済調査協議会が行き過ぎたサラリーマン化などの是正のためとして物的生産の時代から創造性の時代への移行を見越した「自己啓発のための生涯学習」を中心とする『新しい産業社会における人間形成』を発表する。
また1960年代の関西フォークの流行から1969年には片桐ユズルの『フォークソング人間性回復論』が登場する。その後、1970年代には生活派の四畳半フォークが流行する。
しかしながら1979年にも欧州共同体 (EC) 事務局が『対日経済戦略報告書』の中で日本を「仕事中毒者の国」と評価し、1980年代末にはリゲインのCMで「24時間戦えますか」（曲「勇気のしるし」）というキャッチコピーが使われて流行語となる。
1990年代（平成初期）のバブル経済崩壊後は年功序列などの日本的経営に変化が起こった。サラリーマンが企業のために全てを犠牲にして働いても賃金は上昇せず、むしろ高年齢化したこうした従業員がリストラの名の下で、整理解雇に遭うようになった。また、リストラの恐怖によって会社に対する忠誠心を失わせる結果に繋がった。
一方で企業においても社会情勢の不安定な変化や過労死の認知により、労働者の働き方が見直されるきっかけになった。21世紀にはブラック企業が社会問題となった。